# Yeniköy, Mucur
Yeniköy là một xã thuộc huyện Mucur, tỉnh Kırşehir, Thổ Nhĩ Kỳ. Dân số thời điểm năm 2010 là 27 người.